# Marsdenia obscura
Marsdenia obscura är en oleanderväxtart som först beskrevs av Arthur Allman Bullock, och fick sitt nu gällande namn av R. Omlor. Marsdenia obscura ingår i släktet Marsdenia och familjen oleanderväxter. Inga underarter finns listade i Catalogue of Life.